# Tai-jutsu

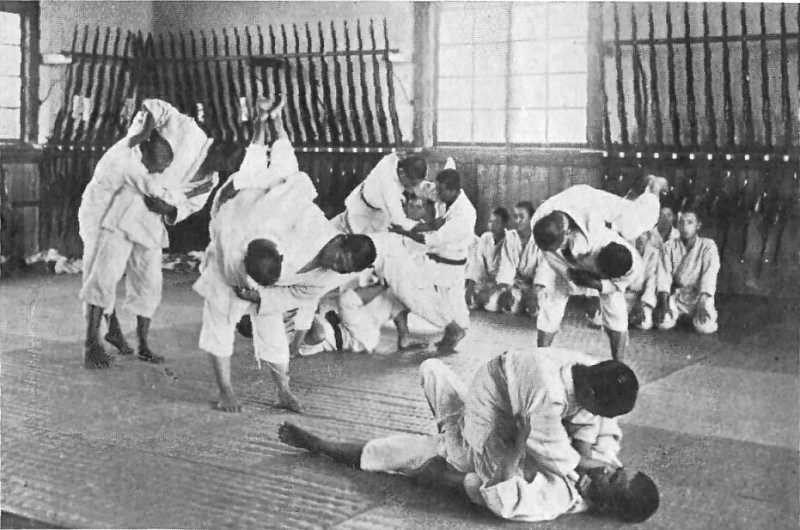
Jiujitsu

Tai-jutsu is een verdedigingskunst waarmee vaak de vorm aangeduid wordt die ontstond uit het nin-jutsu. Het woord zelf betekent gewoon "techniek van het lichaam" (in de zin van ongewapend vechten). Om deze reden wordt de naam tai-jutsu ook vaak gebruikt voor krijgskunsten die niets te maken hebben met Nin-Jutsu. Dit omdat elke ongewapende krijgskunst kan gezien worden als EEN tai-jutsu. Het is het ongewapend vechten, op niet-professionele basis. Dat wil zeggen dat er in deze krijgskunst geen wedstrijdvormen aangegaan worden. Tai-jutsu is een Japanse krijgskunst, en betekent "kunst" of "techniek" (jutsu) van het lichaam (tai).
Het moderne tai-jutsu, is een krijgskunst die vele elementen bevat van judo (worpen en klemmen), aikido (roterende bewegingen, klemmen, worpen), jiujitsu (wurgingen, klemmen, worpen, atemi's) en karate (trappen of geri en stoten of atemi). 
Een belangrijk verschil met Judo is de toepassing van combinaties klemmen en worpen, die gevaarlijk kunnen zijn wanneer de partner de techniek van het meerollen onvoldoende beheerst. In het tai-jutsu spelen net de technieken een rol die bij het ontstaan van judo als sport welbewust uit het repertoire werden geweerd(daar is het wegens het gevaar van botbreuken niét toegestaan de tegenstander in een klem te nemen en dan óók nog te werpen). Er moet opgemerkt worden dat traditioneel kodokan judo dit wel kent. Ook het iujitsu kent deze combinatie van klemmen en worpen;
Tai-jutsu is een zeer effectieve vorm van zelfverdediging. Dat wil zeggen dat deze kunst zich beperkt tot het efficiënte. Hoe korter de techniek, hoe beter. Er worden echter wel nog andere dingen aangeleerd, om zo de souplesse, die typerend voor de Japanse krijgskunsten is, aan te leren.
Een leerling van de tai-jutsu heet een tai-jutsuka. In tegenstelling tot andere Japanse sporten, begint tai-jutsu wel met een witte gordel, maar is de zwarte gordel de 1e kyu, en niet de 1e dan. Er bestaan echter ook stijlen (zoals bujinkan taijutsu) die werken met een witte gordel voor beginners. Een groene of rode gordel voor gevorderde leerlingen (respectievelijk voor mannen of vrouwen) en een zwarte gordel. Het traditionele tai-jutsu lijkt sterk op het jiujitsu en soms het Aikijutsu, dat heeft te maken met het feit dat het jiujitsu later ontstond, en zaken heeft overgenomen. Het Aikijutsu bestond daarvoor al, en was de tegenhanger van de ninjutsu en de ninja. Een zichzelf respecterende tai-jutsuka spreekt van een KRIJGSKUNST, niet van een verdedigingsSPORT, laat staan gevechtssport. In het tai-Jutsu zelf bestaat geen competitie. Dat wil niet zeggen dat een tai-Jutsuka niet aan wedstrijden kan deelnemen. Hij kan dat enkel doen in andere disciplines.
Tai-jutsu wordt beoefend in een gewone, meestal zwarte, gi. Sommige sensei geven de voorkeur aan een hakama, alhoewel dit niet zeer gebruikelijk is. Geen ninjapak dus met bijbehorend masker. Bij tai-jutsu is ook snelheid van belang, net als kracht. Tai-jutsu is heel typerend voor haar explosiviteit. Waar een Aikidoka redeneert dat hij zijn tegenstander niet te veel kwaad mag doen, denkt een tai-jutsuka helemaal anders. Wie hem kwaad wil berokkenen, moet uitgeschakeld worden, "het is hij of ik". Een tai-jutsuka gaat letterlijk exploderen, en gebruikt al zijn kracht, tezamen met die van de tegenstander tegen de tegenstander, waardoor een gigantische impact ontstaat. In de tai-jutsu kan dus ook de eigen kracht van belang zijn. De eigen kracht is echter geen strikte noodzakelijkheid.
Tai-jutsu is dus voor jong en oud, man en vrouw, dus technieken worden aangepast, zodat diegenen die minder kracht bezitten, zich ook kunnen verweren, maar dan meer gericht op de kracht van de tegenstander en de wetten van de natuur (bijvoorbeeld laat vallen wat valt).
Even moet opgemerkt worden dat tai-Jutsu (net als andere krijgskunsten) steeds "jutsu" is. Het gebruik van "jitsu" is een veel voorkomende fout. Jitsu betekent "waarheid" in het Japans. Dus jiujitsu betekent eigenlijk "zachte waarheid" in tegenstelling tot jiujutsu, wat zachte kunst betekent, of openjutsu die "open methode" betekent.
Ten slotte is het misschien opgevallen dat de vertaling van "trappen" "geri" was. In het Japans bestaat geen meervoud. Het is dus één samurai, twee samurai, ...